# 2003 год в телевидении
Список 2003 год в телевидении описывает события в мире телевидения, произошедшие в 2003 году.

## Январь
- 1 января — Закрытие телеканала «АСТВ» и начало вещания на его частоте круглосуточного познавательно-развлекательного телеканала «Rambler Телесеть», вещавшего в шести городах: Москва, Санкт-Петербург, Воронеж, Оренбург, Пермь и Новосибирск.
- 12 января —
  - На «Первом канале» вышла в эфир юмористическая программа «Кривое зеркало».
- 20 января — Повторная смена графического оформления «Первого канала», телеканала «Россия» и «СТС».
- 24 января — Закрытие Лесосибирской телекомпании ТВЛ из-за критики журналистами местной власти

## Февраль
- 1 февраля —
  - «ДТВ-Viasat» сменил логотип и запустил концепцию «7 тематических каналов в одном», когда каждый день недели на телеканале был посвящён строго одной конкретной тематике: понедельник на канале носил название «Канал Европа» и был отдан показу документальных передач зарубежного производства о жизни в европейских странах и городах, а также истории и культуре европейских стран, вторник был посвящён XX веку, среда — авторским программам, четверг — реалити-шоу и документальным передачам о катастрофах и криминале, пятница — миру приключений, суббота была отдана программам о человеческом отдыхе и его увлечениях, воскресенье — юмористическим программам.
  - Смена графического оформления российского «НТВ».
- 3 февраля — Смена графического оформления российского «REN-TV» и новый слоган «REN с нами».
- 10 февраля — Повторная смена графического оформления российского «ТВС».
- 14 февраля —
  - Новосибирский телеканал «НТН-12» сменил сетевого партнёра с «ТВ-3» на «СТС»;
  - Новосибирский «49 канал» сменил сетевого партнёра с «СТС» на «ТВ-3»;
  - Смена логотипа украинского телеканала «ТЕТ», он стал тёмно-голубого цвета.
- 16 февраля —
  - В эфир телеканала «Россия» вышла программа «Мир на грани» с Алексеем Самолётовым;
  - На «МУЗ-ТВ» появилась созданная коллективом «Shit-парада» музыкальная программа «ПиП-парад»;
  - Начало вещания магаданского телеканала «Колыма-Плюс»
- 17 февраля — Телеканал «ТНТ» полностью сменил тематику, графическое оформление, а также и сетку вещания, на смену спортивных, документальных и публицистических передач приходят юмористические передачи и фильмы и скандальные реалити-шоу.
- 22 февраля — На «Россия» вышел первый выпуск авторской программы Эдуарда Петрова «Честный детектив».

## Март
- 1 марта  —
  - Начало вещания на территории России и СНГ фильмового телеканала «TV1000»;
  - Смена графического оформления государственного телеканала «Россия»;
  - Смена графического оформления российского «Первого канала»;
  - Смена графического оформления российского телеканала «ТВС»;
  - Пензенский «11 канал» сменил сетевого партнёра с «ТВС» на «ТНТ».
- 3 марта — Смена логотипа и графического оформления украинского телеканала «Украина».
- 4 марта — На «Первом канале» вышел первый выпуск общественно-политического ток-шоу «Основной инстинкт».
- 7 марта — 
  - Смена логотипа польских телеканалов «TVP1» и «TVP2»;
  - На «Первом канале» начался второй сезон вечернего вокально-музыкального реалити-шоу «Фабрика звёзд».
- 10 марта — На «СТС» вышел первый выпуск телеигры «Самый умный» с Тиной Канделаки.
- 17 марта —
  - Повторная смена графического оформления российского «Первого канала».
  - ное вещание.
- 21 марта — Смена графического оформления российского «НТВ».
- 29 марта — На «Первом канале» состоялась премьера документального проекта Александра Олейникова «Возвращение домой».

## Апрель
- 1 апреля —
  - Начало вещания кино-канала «Телеклуб»;
  - Начало вещания российского государственного телеканала «Культура» в Якутске (21 ТВК);
  - Телеканал «ТВС» в Ростове-на-Дону, изменивший частоту с 7 ТВК на 43 ТВК, заменён на «СТС»;
  - Ростовская телекомпания «Пульс» сменила сетевого партнёра с «ТНТ» на «ДТВ-Viasat»;
  - Смена логотипа и названия петербургского «СТС-6 канала» в «СТС-Петербург».
- 2 апреля - запуск Лесосибирской городской телерадиокомпании
- 7 апреля —
  - Смена графического оформления российского «REN-TV»;
  - Казанский городской телеканал «Эфир» начал ретрансляцию «MTV Россия» в ночное, иногда — в утреннее и дневное время.
- 26 апреля — Начало вещания украинского семейно-развлекательного телеканала «КРТ».
- 27 апреля — В эфир российского «Первого канала» вышла военная программа «Служу Отчизне!» с Борисом Галкиным.

## Май
- 6 мая — 
  - ООО «Медиа-Холдинг РЕН ТВ» зарегистрировал товарный знак «REN TV Media Holding»[1];
  - Ижевский телеканал «Арсенал» сменил сетевого партнёра с «ТВС» на «МУЗ-ТВ»;
  - Начало вещания российского телеканала «ТВС» в Ижевске (41 ТВК);
  - Начало вещания российского регионального телеканала «ТНТ-Новый регион» — ижевской версии «ТНТ».
- 12 мая — Красноярский телеканал «ТВК» вновь начал сетевое партнёрство с «ТВ-3».
  - Красноярский «34 канал» сменил сетевого партнёра с «7ТВ» на «ДТВ-Viasat».
- 20 мая — Балаковский телеканал «СТВ» сменил сетевого партнёра с «REN-TV» на «ТВЦ».
- 24 мая — Смена графического оформления российского «Первого канала».
- 26 мая — Смена часов телеканала «Культура», у которых теперь свои — главные часы на зимнем дворце в Петербурге (но добавлена здесь секундная стрелка). Такие часы используются и по сей день.

## Июнь
- 1 июня — Премьера аналитической программы Михаила Леонтьева «Театр кукол» на «Первом канале».
- 2 июня — Повторная смена графического оформления российского «Первого канала».
- 5 июня — В Москве прошла первая церемония вручения Премии Муз-ТВ.
- 9 июня —
  - Телеканал «Euronews-Россия» начал вещать на 33 ТВК по лицензии ГТРК «Культура». Лицензия «Телеэкспо» полностью истекла;
  - Смена графического оформления российского «Первого канала».
- 12 июня — Начало тестового вещания в Москве телеканала «Спорт».
- 22 июня — 
  - Прекращено вещание российского телеканала «ТВС». Во время показа рекламы чипсов «Lays» в рамках кинофильма «Репортаж» (по другой версии — прямо во время трансляции фильма) в полночь вещание отключено в «интересах телезрителей». В помещениях телецентра «Останкино» отключены городские телефоны и интернет. В последние дни его вещания ведущие прощались с телезрителями. Виктор Шендерович и Владимир Кара-Мурза заявили, что окончательно ушли с телевидения. Вместо этого на 6 ТВК в Москве начал вещание спортивный телеканал «Спорт» холдинга ВГТРК. Несмотря на все эти заявления, во многие центральные печатные издания («7 дней», «Антенна — Телесемь», «ТВ Парк») была прислана сформированная сетка вещания «ТВС» на неделю с 23 по 29 июня 2003 года, являвшаяся бы актуальной при ином повороте событий в ночь с 21 на 22 июня. Публикация программы телеканала «Спорт» на позиции «ТВС» в них началась уже только на неделе с 30 июня. Ежедневные печатные издания, такие как «Коммерсантъ», сетку вещания телеканала на этот период уже не публиковали. В некоторых городах России на месте «ТВС» начали вещание другие каналы: так, в Казани, Самаре, Томске, Тамбове, Сочи и Иркутске было начало вещание ДТВ (впоследствии — «Перец», ныне — телеканал «Че»). В это же время бывшие сотрудники «ТВС» перешли работать на другие каналы как на общероссийские, так и на региональные или международные («Первый канал», ВГТРК — «Россия», «Культура», «Вести», «ТВ Центр», «Третий канал», «Пятый канал», REN-TV, ТНТ, СТС, Муз-ТВ, 7ТВ, РБК, «Столица», RTVi, Euronews), на радио «Эхо Москвы», в печатные СМИ («Столичная вечерняя газета», «Еженедельный журнал», «Русский курьер», «Новая газета», «Московские новости» и др.), позднее также на телеканале «Домашний» и «Звезда». Бо́льшая часть сотрудников телеканала вернулась на НТВ или же впервые поступила на работу в эту телекомпанию. Некоторые бывшие сотрудники ТВС на несколько лет или же окончательно ушли из журналистики. Часть персонала ушла в небольшие продюсерские продакшн-студии, работавшие с вещателями по договору. Многие передачи, выходившие на ТВС (закрывшиеся как вместе с телеканалом, так и до событий 22 июня), впоследствии в разное время были перезапущены на других каналах как на вышеперечисленных, так и на некоторых других (среди них — ДТВ и «Бибигон»).
  - Липецкий телеканал «Олимп» сменил сетевого партнёра с «СТС» на «ТНТ».

## Июль
- 1 июля — 
  - На «ТНТ» появилось самое скандальное длительное реалити-шоу в истории «Дом»;
  - Нижегородская телекомпания «Стрежень» сменила сетевого партнёра с телеканала «Спорт» на «Rambler Телесеть».
- 5 июля —
  - Краснодарский телеканал «НТК» сменил сетевого партнёра с телеканала «Спорт» на «ДТВ-Viasat»;
  - Волгоградский телеканал «ТВ-1» сменил сетевого партнёра с телеканала «Спорт» на «СТС».
- 7 июля —
  - Переход государственного телеканала «Россия» на вещание в пяти поясных версиях — «+0» (Московское время), «+2» (Екатеринбургское время), «+4» (Красноярское время), «+6» (Якутское время) и «+8» (Магаданское время);
  - ГТРК «Орёл» начала сетевое партнёрство с телеканалом «Rambler Телесеть»;
  - Начало вещания российского телеканала «НТВ» в Самаре (6 ТВК).
- 13 июля — На «Первом канале» вышла информационно-аналитическая программа «Воскресное „Время“» с ведущим Пётром Марченко.
- 21 июля — Владимирский «Шестой канал» сменил сетевого партнёра с телеканала «Спорт» на «REN-TV».
- 22 июля — Начало вещания первого в России телевизионного канала для женщин «Телевизионный дамский клуб» («ТДК»).
- 23 июля — Ижевский телеканал «Моя Удмуртия» начал ретрансляцию российского «REN-TV».

## Август
- 1 августа —
  - Ростовский телеканал «Теле-Икс» сменил сетевого партнёра с «МУЗ-ТВ» на «ТДК»;
  - Ростовский «35 канал» сменил сетевого партнёра с телеканала «Культура» на «Rambler Телесеть»;
  - Начало вещания круглосуточного познавательно-развлекательного телеканала «Rambler Телесеть» в Геленджике (5 ТВК).
- 8 августа — На российском «Первом канале» состоялся интерактивный музыкальный телевизионный хит-парад «Золотой граммофон»: прямом эфир вышел от Москвы до Санкт-Петербурга, а запись — от Самары до Петропавловска-Камчатского.
- 11 августа —
  - Программа «Вести+» на государственном телеканале «Россия» изменила формат с ток-шоу на итоговый выпуск и вышла в эфир с ведущим Глебом Пьяных;
- 16 августа — На телеканале «Россия» вышел последний выпуск семейного ток-шоу «Моя семья» с Валерием Комиссаровым;
- 20 августа — Телеканал «Мир» создал официальное вещание, вышли в эфир информационная программа «Новости Содружества» и детская передача «Тик-так»;
- 27 августа — ОАО «ТНТ-Телесеть» зарегистрировало 2 товарных знака — «ТНТ» и «ТНТ помогает»[2][3].
- 29 августа — ЗАО «Телеэкспресс» зарегистрировало 2 товарных знака «М1»[4][5].
- 31 августа — 
  - Последний день слогана российского «REN-TV» — «REN с нами».

## Сентябрь
- 1 сентября —
  - Начало вещания украинского информационного «Пятого канала», получив слоган «Канал честных новостей» (укр. «Канал чесних новин») на базе телеканалов «НБМ» и «Экспресс-Информ»
  - Начало вещания московского телеканала «РТВ-Подмосковье»;
  - Начало вещания санкт-петербургского телеканала «СТО» (позже «100ТВ»)
  - Смена логотипа и графического оформления телеканала «ДТВ-Viasat», сам логотип стал красным, а заставки были с шариком в разных комнатах;
  - Смена графического оформления российского «Первого канала»;
  - Смена графического оформления российского телеканала «НТВ»;
  - Смена графического оформления развлекательного телеканала «СТС», появились в заставках «летающие» люди (люди, которые парили в воздухе на разноцветных фонах);
  - Смена графического оформления российского телеканала «REN-TV» и новый слоган «Время REN-TV»;
  - Смена часов телеканала «Россия», у которых поменялся ракурс и изменилась секундная стрелка (она стала видоизменённой), и его графического оформления;
  - Смена часов «НТВ», у которых другая музыка (действовавшая до 2018 года), а сами часы выглядели «тарельчатыми» (кружок с зелёным донышком), и цифры «3», «6», «9», «12» и внизу на полоске написаны 8-битным шрифтом. Фон часов — зелено-сине-белый;
  - Смена логотипа и графического оформления «Башкирского спутникового телевидения» и Ханты-Мансийского телеканала «Югра» соответственно;
  - Появление рекламы телеканала «Спорт»;
  - Телеканал «ТНТ» начал трансляцию мультипликационного блока «Nickelodeon на ТНТ»;
  - Смена логотипа и графического оформления украинского телеканала «ICTV»;
  - Завершение увольнения из штата ЗАО «Шестой телеканал» всех лиц, причастных к работе в эфире и оперативному управлению телекомпанией;
  - Начало вещания томского «22 канала» с сетевым партнёром «ДТВ-Viasat»;
  - Ростовский «35 канал» сменил сетевого партнёра с телеканала «Культура» на «Rambler Телесеть»;
  - Начало вещания российского государственного телеканала «Культура» в Ростове-на-Дону (47 ТВК).
- 2 сентября — Начало вещания РБК.
- 4 сентября — На «НТВ» вышел первый выпуск общественно-политического ток-шоу «К барьеру!».
- 5 сентября —
  - На телеканале «Россия» состоялся первый сезон вечернего вокально-музыкального реалити-шоу «Народный артист»;
  - На «Первом канале» начался третий сезон вечернего вокально-музыкального реалити-шоу «Фабрика звёзд».
- 7 сентября — На «НТВ» выходят новые четыре программы — «Их нравы», «Едим дома!», «Военное дело», «Апельсиновый сок».
- 8 сентября — 
  - Смена логотипа и графического оформления «МУЗ-ТВ», остались только буквы;
  - Начало вещания российского музыкального телеканала «МУЗ-ТВ» в Костроме (52 ТВК).
- 9 сентября — Тульский «51 канал» сменил сетевого партнёра с телеканала «Спорт» на «MTV Россия».
- 11 сентября — В эфир «Первого канала» вышла программа Ларисы Кривцовой об известных личностях «Личная жизнь».
- 15 сентября — На телеканале «Россия» вышла документальная программа Виталия Вульфа «Мой серебряный шар».
- 20 сентября — 
  - На «Первом канале» вышла развлекательно-юмористическая программа «Розыгрыш» с Валдисом Пельшем и Татьяной Арно.
  - Премьера сериала «Саша+Маша» на «ТНТ»
- 24 сентября — ОАО «ТНТ-Телесеть» зарегистрировало товарный знак «ТНТ»[6].
- 25—26 сентября — Церемония вручения телевизионной премии «ТЭФИ—2003» в категориях «Профессия» и «Лица».
- 29 сентября — Смена оформления немецкого телеканала «Das Erste».

## Октябрь
- 1 октября 
  - Переход российского «Первый канал» на круглосуточное вещание;
  - Начало вещания французского телеканала «Best of Shopping»;
  - Начало вещания российского музыкального телеканала «МУЗ-ТВ» в Ростове-на-Дону (2 ТВК).
- 4 октября — Смена графического оформления российского телеканала «НТВ» к 10-летию (Появились рекламные заставки и марки отбивки рекламных роликов во втором периоде с воздушными шарами с временем года целых за 514 дней до понедельника 28 февраля 2005 года).
- 6 октября — ГТРК «Регион-Тюмень» сменила сетевого партнёра с «НТВ» на «Rambler Телесеть».
- 8 октября — Авторская программа Ирины Зайцевой «Без галстука» переехала с «ТВС» на телеканал «Россия».
- 10 октября —
  - Телеканал «НТВ» отмечал свой юбилей — 10 лет в эфире;
  - На «ТВЦ» вышло общественно-политическое ток-шоу «Народ хочет знать».
- 11 октября — Телеканал «Спорт» в Екатеринбурге (51 ТВК) заменён на «РБК».
- 18 октября — Начало вещания белорусского телеканала «ЛАД» вместо российского государственного телеканала «Культура».
- 27 октября — Программа «Угадай мелодию» вернулся в эфир «Первого канала» после четырёхлетнего затишья. Были частично обновлены правила, вместо игровых очков были введён розыгрыш реальных денежных призов, которые получал только победитель телеигры.
- 28 октября — Начало вещания два международных музыкальных телеканалов «MCM Top» и «MCM Pop».

## Ноябрь
- 1 ноября — Начало вещания компанией «Modern Times Group» латвийского русскоязычного телеканала «3+»[7].
- 3 ноября —
  - Начало вещания коммерческого нижегородского телеканала «Кремль»;
  - Новое оформление марки отбивки рекламных роликов телеканала «Россия»;
  - Крымская телерадиокомпания «Жиса» начала ретрансляцию киевского телеканала «Тонис» вместо донецкой ТРК «Украина»[8];
  - Начало вещания российского регионального телеканала «ТНТ-Урал» — екатеринбургской версии «ТНТ».
- 5 ноября — Начало вещания в Сысерти городского телеканала «ТВ-Связьинформ» с сетевым партнёром «ТНТ».
- 6 ноября — Начало вещания челябинского «Областного канала».
- 14 ноября — «Первый канал» перешёл на вещание в формате стереозвука.

## Декабрь
- 1 декабря — В эфире «Первого канала» впервые демонстрируется заставка в виде пострекламы, на фоне города появляется телевизор с нарезкой из программ, сериалов, кинофильмов и заставок (включая рекламные шапки образца января 2004 и несколько промо стереозвука) «Первого канала» сезона 2003 года. Город и телевизор «переживают» сутки с помощью аналогичной ускоренной съёмки, а нарезка программ на экране отображается в том порядке, в каком упомянутые передачи расположены в расписании эфира канала. Также использовалась как перебивка «24 часа — Первый!» с другой, более резкой музыкой в поздневечернем и ночном эфире (при этом на экране отсутствовал логотип канала, и светился знак стереозвучания).
- 8 декабря — 
  - В эфир телеканала «Россия» вышло психологическое ток-шоу «Частная жизнь» с Владимиром Молчановым и Ликой Кремер;
  - Смена логотипа и графического оформления московского телеканала «Столица».
- 12 декабря — Орловский телеканал «Зенит-ТВ» сменил сетевого партнёра с «ТВ-3» на «MTV Россия».
- 15 декабря —
  - Переход телеканала «ТВЦ» на тестовое вещание в трёх поясных версиях — «+0» (Московское время), «+2» (Екатеринбургское время) и «+4» (Красноярское время);
  - ГТРК «Регион-Тюмень» сменила сетевого партнёра с «Rambler Телесеть» на «ТВЦ».
- 21 декабря — Последний день слогана российского телеканала «REN-TV» — «Время REN-TV».
- 22 декабря —
  - Московский арбитражный суд признал незаконным конкурс на право вещания на шестом метровом канале, проведённый Министерством печати в конце марта 2002 года;
  - Смена графического оформления телеканала «REN-TV».
- 31 декабря — Последний день вещания екатеринбургского телеканала «АСВ» с сетевым партнёром российского «REN-TV».

### Без точных дат
- Астраханский телеканал «Экс-видео» сменил сетевого партнёра с «АРТ-Телесеть» на «Rambler Телесеть».

## Скончались
- 25 сентября — Юрий Сенкевич — ТВ-ведущий (Клуб путешественников) и путешественник.
- 26 октября — Леонид Филатов — ТВ-ведущий (Чтобы помнили), актёр, режиссёр и поэт.